# قلعة وندسور

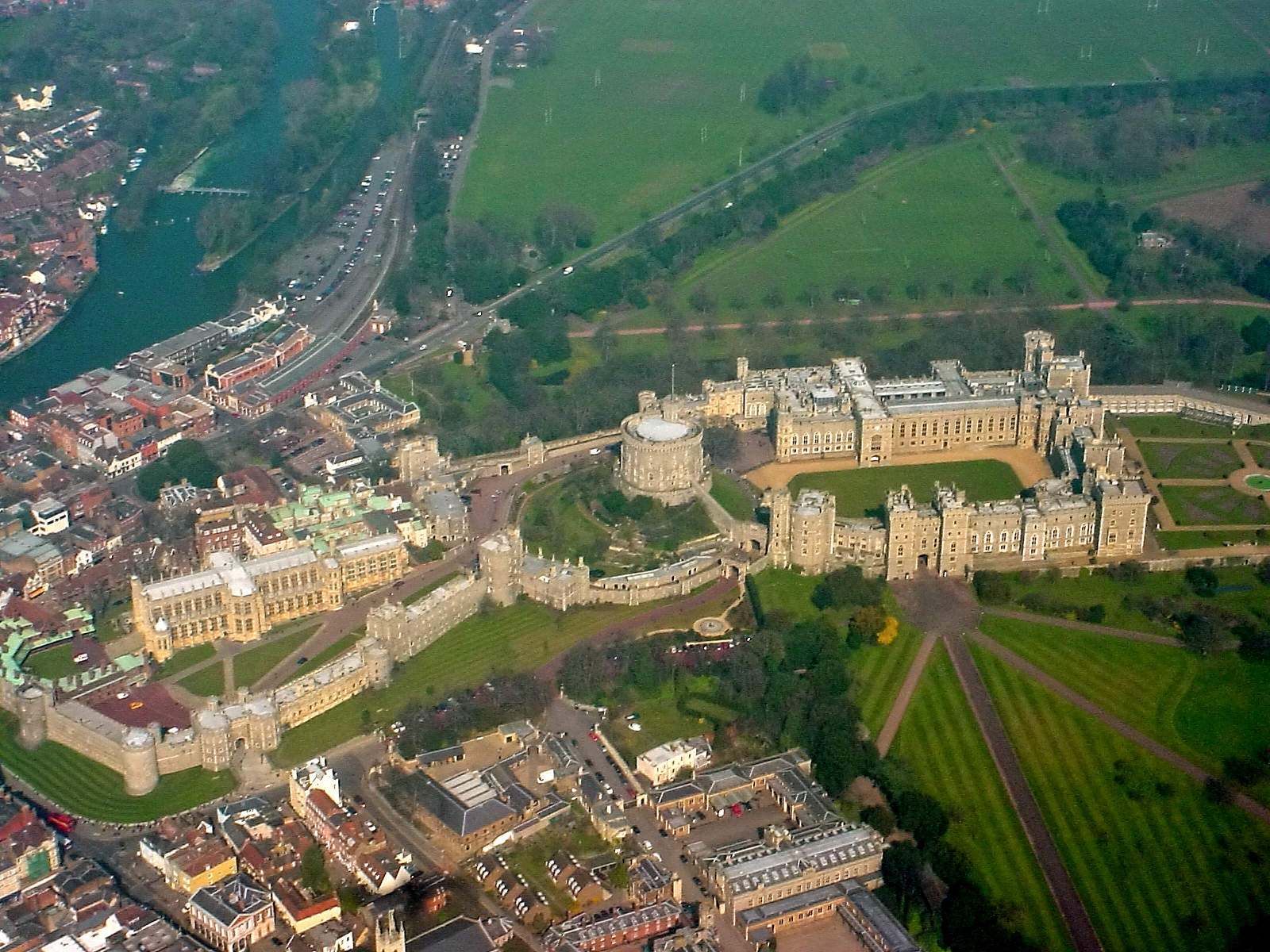

قصر وندزور أو قلعة وندسور أو كما تلفظ وِنزُر (إنكليزية،Windsor Castle)، في ويندسور في المقاطعة الإنجليزية بيركشاير، المملكة المتحدة، هي أكبر قلعة ماهوله في العالم، ويعود تاريخها إلى فترة وليام الفاتح، هي الأقدم في فترة الاحتلال المستمر. قد تكون من أكثر قلاع شهرة في العالم.مساحة أرض القلعة حوالي 484000 قدم مربع (حوالي 45000 متر مربع).
جنبا إلى جنب مع قصر باكنغهام في لندن وهولي رود قصر في ادنبرة، من أهم أماكن الإقامة الرسمية للتاج البريطاني. تقضي الملكة اليزابيث الثانية الكثير من عطل نهاية الاسبوع في السنة في القلعة، وتستخدمها كمكان للتسلية الرسمية والخاصة على حد سواء. والمسكنان الاخران لها، هم دار ساندرينغام وقلعة بالمورال، التي هي المنزل الخاص للاسرة الحاكمة.
معظم الملوك والملكات من إنجلترا كان لها تأثير مباشر على البناء والتطور للقلعة، والتي هي القلعة الحامية لهم، والمنزل، و القصر الرسمي، وأحيانا سجنهم. تاريخ القلعة والملكية البريطانية يرتبطان ارتباطا وثيقا. يمكن ارجاع زمن تاريخ القلعة من خلال عهود الملوك الذين قطنونها. عندما كانت البلاد تعيش في سلام، القلعة اتسع نطاقها من الإضافات الكبيرة والشقق الكبرى ؛ عندما كان البلد في حالة حرب، كانت القلعة محصنه بكثافه أكبر. وقد استمرت هذا النمط حتى يومنا هذا.
على مدى 1000 سنة من تاريخ، تغيّر تصميم قلعة وندسور وتطور وفقا للزمان، والأذواق ومتطلبات الملوك المالية المتعاقبه. ومع ذلك، فان مواقع السمات الرئيسية ظلت ثابتة إلى حد كبير، والحديث خطة ادناه هو دليل مفيد إلى المواقع. القلعة اليوم، على سبيل المثال، لا تزال تتمحور حول علوة أو هضبة مصطنعة، والتي بنى وويليام الفاتح أول قلعة خشبية فيها.